# Бичето
Върбан Тодоров, по-известен като Бичето, е български изпълнител. Известен е с песните си „Игри на Съдбата“, „Идем“ и „Номер 1“.

## Биография
Роден е през 70-те години. Израснал е в село Краводер. Дебютният му сингъл „Идем“ постига огромен успех на ъндърграунд сцената.
През 2001 издава едно EP. През 2010 г. участва на фестивала Spirit of Burgas. Същата година подгрява шотландската пънк група Exploited в София.
През лятото на 2014 г. планира пет нови песни През 2015 г. записва видеоклип към песента „Сам Самин“. През 2022 г. по повод 30-ата годишнина от смъртта на Димитър Воев записва кавър на песента „Тъмна земя“.
Снимал се е във видеоклипове на други изпълнители като група Рубикуб (песента „Всичко“),, Ревю, Миленита.

## Дискография
- Мама ви мръсна (EP) – 2001[7]